# Televisão

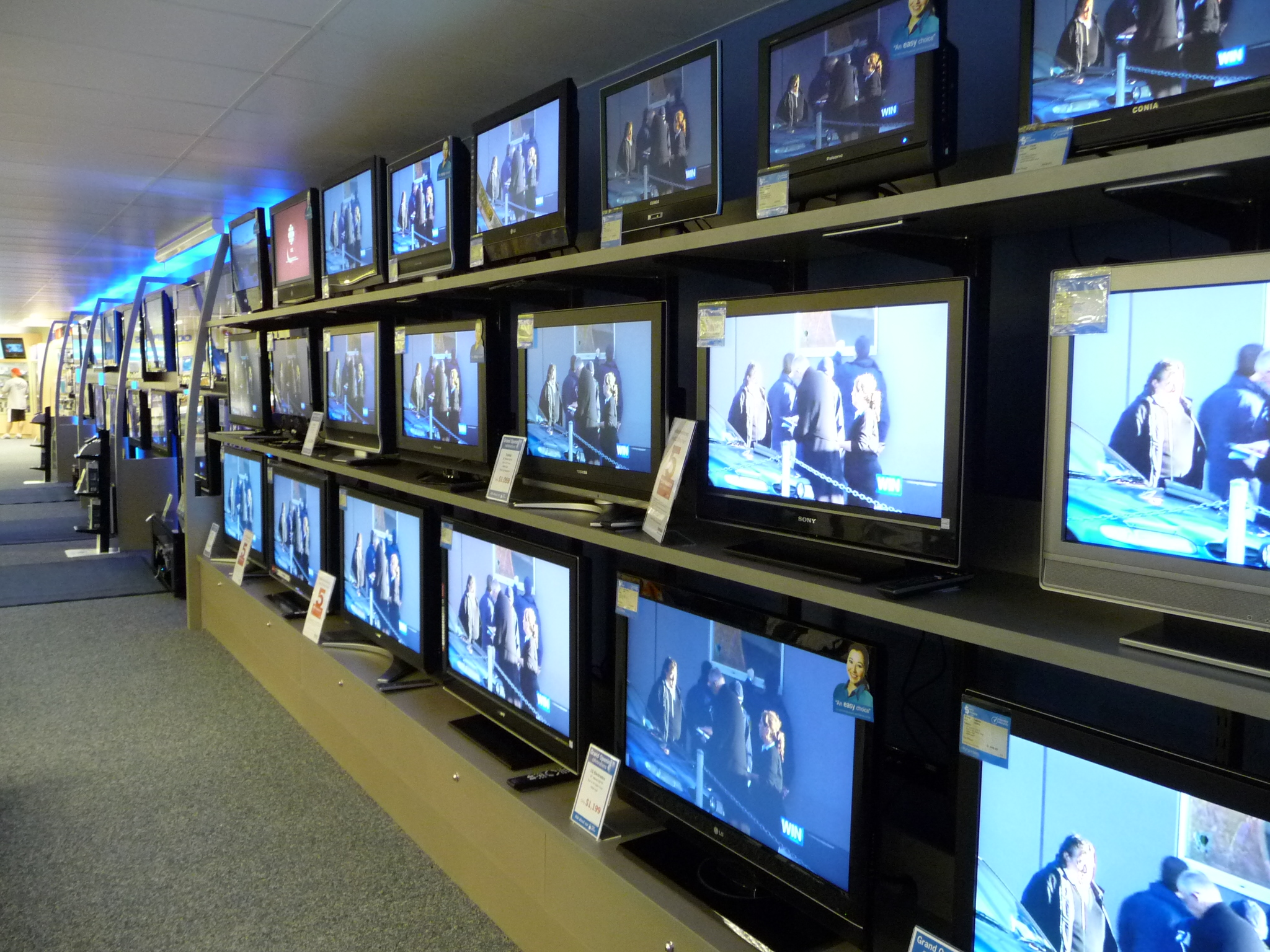
Televisores de tela plana à venda em uma loja de eletrônicos em 2008

Televisão (TV) é um meio de telecomunicações para transmissão de imagens em movimento e som. Além disso, o termo pode se referir a um aparelho de televisão físico, em vez do meio de transmissão. A televisão é um meio de comunicação de massa para publicidade, entretenimento, notícias e esportes. O meio é capaz de mais do que “transmissão de rádio”, que se refere a um sinal de áudio enviado a receptores de rádio.
A televisão tornou-se disponível em formas experimentais rudimentares na década de 1920, mas só depois de vários anos de desenvolvimento a nova tecnologia foi comercializada aos consumidores. Após a Segunda Guerra Mundial, uma forma melhorada de transmissão televisiva em preto e branco tornou-se popular no Reino Unido e nos Estados Unidos, e os aparelhos de televisão tornaram-se comuns em residências, empresas e instituições. Durante a década de 1950, a televisão foi o principal meio de influenciar a opinião pública. Em meados da década de 1960, a transmissão em cores foi introduzida nos Estados Unidos e na maioria dos outros países desenvolvidos.
A disponibilidade de vários tipos de mídia de armazenamento de arquivo, como fitas Betamax e VHS, LaserDiscs, unidades de disco rígido de alta capacidade, CDs, DVDs, unidades flash, HD DVDs e Blu-ray Discs de alta definição e gravadores de vídeo digital em nuvem permitiu que os espectadores assistam material pré-gravado, como filmes, em casa, de acordo com seu próprio horário. Por muitas razões, especialmente a conveniência, o armazenamento da programação de televisão e vídeo agora também ocorre na nuvem (como o serviço de vídeo sob demanda da Netflix). No início da década de 2010, a popularidade das transmissões de televisão digital aumentou muito. Outro desenvolvimento foi a mudança da televisão de definição padrão (SDTV) (576i, com 576 linhas entrelaçadas de resolução e 480i) para a televisão de alta definição (HDTV), que fornece uma resolução substancialmente superior. A HDTV pode ser transmitida em diferentes formatos: 1080p, 1080i e 720p. Desde 2010, com a invenção da televisão inteligente, a televisão pela Internet aumentou a disponibilidade de programas de televisão e filmes através da Internet através de serviços de streaming de vídeo como Netflix, Amazon Prime Video, iPlayer e Hulu.
Em 2013, 79% dos lares do mundo possuíam um aparelho de televisão. A substituição das telas anteriores de tubo de raios catódicos (CRT) por tecnologias alternativas de tela plana compactas e com baixo consumo de energia, como LCDs (com retroiluminação fluorescente e LED), telas OLED e telas de plasma foi uma revolução de hardware que começou com monitores de computador no final da década de 1990. A maioria dos aparelhos de televisão vendidos na década de 2000 eram de tela plana, principalmente LEDs. Os principais fabricantes anunciaram a descontinuação do CRT, do processamento digital de luz (DLP), do plasma e até mesmo dos LCDs com retroiluminação fluorescente em meados da década de 2010. Os LEDs estão sendo gradualmente substituídos pelos OLEDs. Além disso, os principais fabricantes começaram a produzir cada vez mais TVs inteligentes em meados da década de 2010. As Smart TVs com funções integradas de Internet e Web 2.0 tornaram-se a forma dominante de televisão no final da década de 2010.
Os sinais de televisão foram inicialmente distribuídos apenas como televisão terrestre, usando transmissores de televisão de radiofrequência de alta potência para transmitir o sinal para receptores de televisão individuais. Alternativamente, os sinais de televisão são distribuídos por cabo coaxial ou fibra óptica, sistemas de satélite e, desde a década de 2000, através da Internet. Até o início dos anos 2000, estes eram transmitidos como sinais analógicos, mas esperava-se que a transição para a televisão digital fosse concluída em todo o mundo no final da década de 2010. Um aparelho de televisão padrão consiste em múltiplos circuitos eletrônicos internos, incluindo um sintonizador para receber e decodificar sinais de transmissão. Um dispositivo de exibição visual que não possui um sintonizador é corretamente chamado de monitor de vídeo em vez de televisão.

## História

### Mecânica

O Disco de Nipkow. Este esquema mostra os caminhos circulares traçados pelos furos que também podem ser quadrados para maior precisão. A área do disco destacada em preto exibe a região verificada.

Os sistemas de transmissão de fax para fotografias foram pioneiros nos métodos de digitalização mecânica de imagens no início do século XIX. Alexander Bain introduziu a máquina de fax entre 1843 e 1846. Frederick Bakewell demonstrou uma versão funcional em laboratório em 1851. Willoughby Smith descobriu a fotocondutividade do elemento selênio em 1873. Quando era um estudante universitário alemão de 23 anos, Paul Julius Gottlieb Nipkow propôs e patenteou o disco Nipkow em 1884 em Berlim. Este era um disco giratório com um padrão espiral de furos, de modo que cada furo escaneava uma linha da imagem. Embora ele nunca tenha construído um modelo funcional do sistema, variações do "rasterizador de imagem" de disco giratório de Nipkow tornaram-se extremamente comuns. Constantin Perskyi cunhou a palavra televisão num artigo lido no Congresso Internacional de Eletricidade na Feira Mundial Internacional de Paris, em 24 de agosto de 1900. O artigo de Perskyi revisou as tecnologias eletromecânicas existentes, mencionando o trabalho de Nipkow e outros. No entanto, foi somente em 1907 que o desenvolvimento da tecnologia de tubos de amplificação por Lee de Forest e Arthur Korn, entre outros, tornou o design prático.
A primeira demonstração de transmissão ao vivo de imagens foi feita por Georges Rignoux e A. Fournier em Paris em 1909. Uma matriz de 64 células de selênio, conectadas individualmente a um comutador mecânico, serviu como retina eletrônica. No receptor, um tipo de célula Kerr modulava a luz e uma série de espelhos com ângulos diferentes presos à borda de um disco giratório escaneava o feixe modulado na tela. Um circuito separado regulou a sincronização. A resolução de 8x8 pixels nesta demonstração de prova de conceito foi suficiente apenas para transmitir claramente as letras individuais do alfabeto. Uma imagem atualizada foi transmitida “várias vezes” a cada segundo.
Em 1911, Boris Rosing e seu aluno Vladimir Zworykin criaram um sistema que usava um scanner mecânico de tambor espelhado para transmitir, nas palavras de Zworykin, "imagens muito grosseiras" através de fios para o "tubo Braun" ( tubo de raios catódicos ou "CRT") no receptor. Imagens em movimento não foram possíveis porque, no scanner, “a sensibilidade não era suficiente e a célula de selênio estava muito defasada”. Em 1921, Édouard Belin enviou a primeira imagem através de ondas de rádio com o seu belinógrafo.

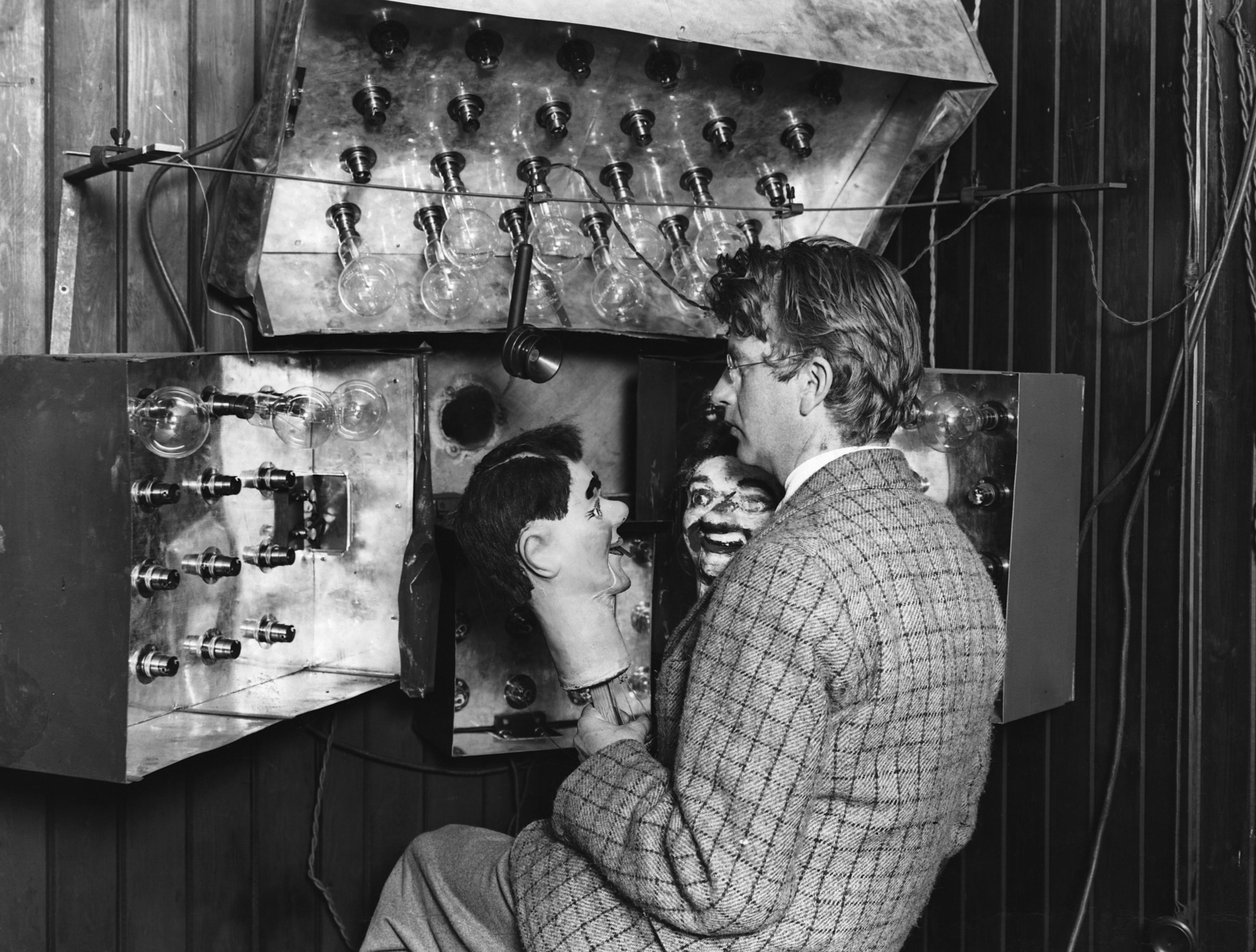
Baird em 1925 com seu equipamento de TV e manequins "James" e "Sooky Bill" (à direita)

Na década de 1920, quando a amplificação tornou a televisão prática, o inventor escocês John Logie Baird empregou o disco Nipkow em seu protótipo de sistemas de vídeo. Em 25 de março de 1925, Baird fez a primeira demonstração pública de imagens de silhuetas em movimento na televisão, na loja de departamentos Selfridges em Londres. Como os rostos humanos tinham contraste inadequado para aparecer em seu sistema primitivo, ele transmitiu pela televisão um boneco de ventríloquo chamado "Stoky Bill", cujo rosto pintado tinha maior contraste, falando e se movendo. Em 26 de janeiro de 1926, ele havia demonstrado perante membros da Royal Institution a transmissão de uma imagem de um rosto em movimento por rádio. Esta é amplamente considerada como a primeira verdadeira demonstração de televisão pública do mundo, exibindo luz, sombra e detalhes. O sistema de Baird usou o disco Nipkow tanto para escanear a imagem quanto para exibi-la. Um assunto bem iluminado foi colocado na frente de um disco Nipkow giratório com lentes que varriam imagens através de uma fotocélula estática. A célula de sulfeto de tálio, desenvolvida por Theodore Case nos Estados Unidos, detectava a luz refletida do sujeito e a converteu em um sinal elétrico proporcional. Este foi transmitido por ondas de rádio AM para uma unidade receptora, onde o sinal de vídeo foi aplicado a uma luz neon atrás de um segundo disco Nipkow girando sincronizado com o primeiro. O brilho da lâmpada neon variava proporcionalmente ao brilho de cada ponto da imagem. À medida que cada furo no disco passava, uma linha de varredura da imagem era reproduzida. O disco de Baird tinha 30 furos, produzindo uma imagem com apenas 30 linhas de varredura, apenas o suficiente para reconhecer um rosto humano. Em 1927, Baird transmitiu um sinal por mais de 700 km de linha telefônica entre Londres e Glasgow. Em 1928, a empresa de Baird (Baird Television Development Company/Cinema Television) transmitiu o primeiro sinal de televisão transatlântico, entre Londres e Nova York, e a primeira transmissão de costa para navio. Em 1929, ele se envolveu no primeiro serviço experimental de televisão mecânica na Alemanha. Em novembro do mesmo ano, Baird e Bernard Natan da Pathé fundaram a primeira empresa de televisão da França, a Télévision- Baird-Natan. Em 1931, fez a primeira transmissão remota ao ar livre, do The Derby.
Um inventor estadunidense, Charles Francis Jenkins, também foi o pioneiro da televisão. Ele publicou um artigo sobre "Motion Pictures by Wireless" em 1913; transmitiu imagens de silhuetas em movimento para testemunhas em dezembro de 1923; e em 13 de junho de 1925 demonstrou publicamente a transmissão sincronizada de imagens de silhuetas. Em 1925, Jenkins usou o disco de Nipkow e transmitiu a imagem da silhueta de um moinho de vento de brinquedo em movimento, a uma distância de 8 quilômetros, de uma estação de rádio naval em Maryland até seu laboratório em Washington, DC, usando um scanner de disco com lente e resolução de 48 linhas. Ele recebeu a patente dos EUA nº 1.544.156 (transmissão de imagens sem fio) em 30 de junho de 1925 (arquivada em 13 de março de 1922).
Herbert E. Ives e Frank Gray, da Bell Telephone Laboratories, fizeram uma demonstração dramática de televisão mecânica em 7 de abril de 1927. Seu sistema de televisão com luz refletida incluía telas pequenas e grandes. O pequeno receptor tinha uma tela de 2 polegadas de largura por 2,5 polegadas de altura (5 por 6 cm). O grande receptor tinha uma tela 24 polegadas de largura por 30 polegadas de altura (60 por 75 cm). Ambos os conjuntos podiam reproduzir imagens em movimento monocromáticas e razoavelmente precisas. Junto com as fotos, os televisores recebiam som sincronizado. O sistema transmitiu imagens por dois caminhos: primeiro, uma ligação de fio de cobre de Washington para a cidade de Nova York, depois uma ligação de rádio de Whippany, Nova Jersey. Comparando os dois métodos de transmissão, os telespectadores não notaram nenhuma diferença na qualidade. Os assuntos da transmissão incluíram o secretário de comércio Herbert Hoover. O historiador da televisão Albert Abramson ressaltou a importância da demonstração do Bell Labs: "Foi de fato a melhor demonstração de um sistema mecânico de televisão já feito até então. Levaria vários anos antes que qualquer outro sistema pudesse sequer começar a se comparar a ele em qualidade de imagem."
Em 1928, a WRGB, então W2XB, foi fundada como a primeira estação de televisão do mundo. Seu sinal foi transmitido das instalações da General Electric em Schenectady, NY. Era popularmente conhecido como "WGY Television". Enquanto isso, na União Soviética, Leon Theremin vinha desenvolvendo uma televisão baseada em tambor de espelho, começando com resolução de 16 linhas em 1925, depois 32 linhas e eventualmente 64 usando entrelaçamento em 1926. Como parte de sua tese, em 7 de maio de 1926, ele transmitiu eletricamente e depois projetou imagens em movimento quase simultâneas em uma tela de 0,46 metros quadrados. Em 1927, o Theremin alcançou uma imagem de 100 linhas, resolução que só foi superada em maio de 1932 pela RCA, com 120 linhas.
Em 25 de dezembro de 1926, Kenjiro Takayanagi demonstrou um sistema de televisão com resolução de 40 linhas que empregava um scanner de disco Nipkow e um monitor CRT na Hamamatsu Industrial High School, no Japão. Este protótipo ainda está em exibição no Museu Memorial Takayanagi na Universidade de Shizuoka, Campus Hamamatsu. Sua pesquisa na criação de um modelo de produção foi interrompida pelo Comandante Supremo das Forças Aliadas após a Segunda Guerra Mundial.
Como apenas um número limitado de furos poderia ser feito nos discos, e os discos além de um determinado diâmetro tornaram-se impraticáveis, a resolução da imagem nas transmissões mecânicas de televisão era relativamente baixa, variando de cerca de 30 linhas a 120 ou mais. No entanto, a qualidade da imagem das transmissões de 30 linhas melhorou constantemente com os avanços técnicos e, em 1933, as transmissões do Reino Unido utilizando o sistema Baird eram notavelmente claras. Alguns sistemas que vão para a região de 200 linhas também foram ao ar. Dois deles foram o sistema de 180 linhas que a Compagnie des Compteurs (CDC) instalou em Paris em 1935 e o sistema de 180 linhas que a Peck Television Corp. iniciou em 1935 na estação VE9AK em Montreal.

### Eletrônica

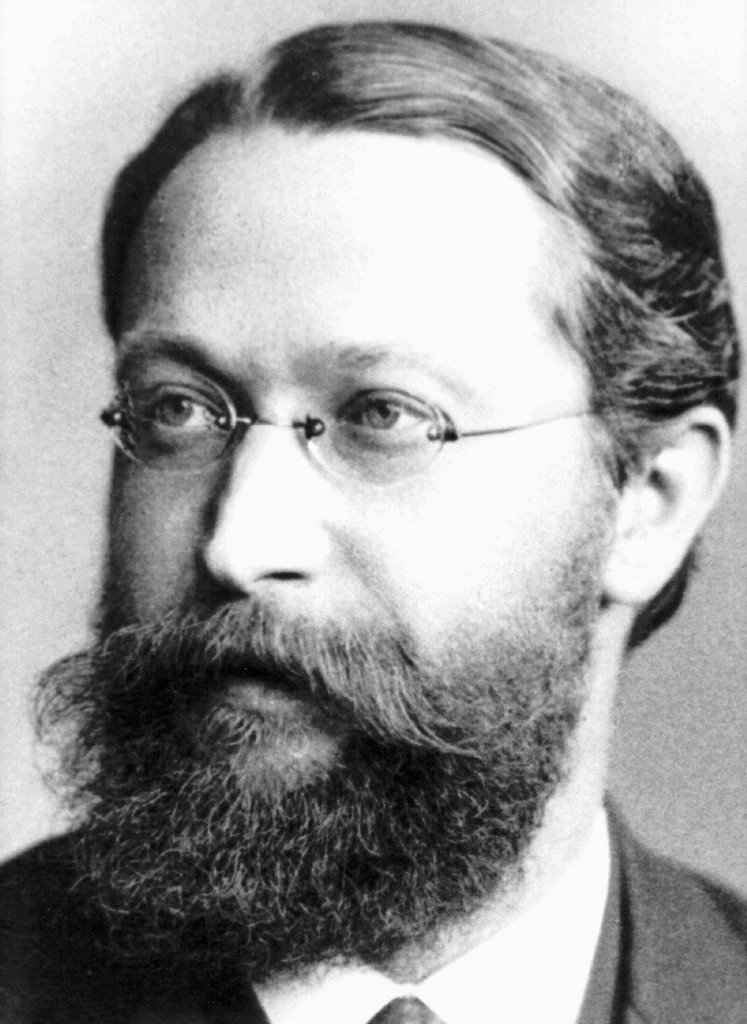
Fernando Braun

Em 1897, o físico inglês J. J. Thomson conseguiu, em suas três experiências bem conhecidas, desviar os raios catódicos, uma função fundamental do moderno tubo de raios catódicos (CRT). A versão mais antiga do CRT foi inventada pelo físico alemão Ferdinand Braun em 1897 e também é conhecida como tubo "Braun". Era um diodo de cátodo frio, uma modificação do tubo de Crookes, com tela revestida de fósforo. Braun foi o primeiro a conceber o uso de um CRT como dispositivo de exibição. O tubo Braun tornou-se a base da televisão do século XX. Em 1906, os alemães Max Dieckmann e Gustav Glage produziram imagens raster pela primeira vez num CRT.
Em 1908, Alan Archibald Campbell-Swinton, membro da Royal Society  do Reino Unido, publicou uma carta na revista científica Nature na qual descrevia como a "visão elétrica à distância" poderia ser alcançada usando um tubo de raios catódicos, ou tubo de Braun, tanto como dispositivo de transmissão quanto de recepção, ele expandiu sua visão em um discurso proferido em Londres em 1911 e relatado no The Times  e no Journal of the Röntgen Society. Numa carta à Nature publicada em outubro de 1926, Campbell-Swinton também anunciou os resultados de alguns "experimentos não muito bem-sucedidos" que havia conduzido com GM Minchin e JCM Stanton. Eles tentaram gerar um sinal elétrico projetando uma imagem em uma placa de metal revestida com selênio que foi simultaneamente escaneada por um feixe de raios catódicos. Esses experimentos foram conduzidos antes de março de 1914, quando Minchin morreu, mas foram posteriormente repetidos por duas equipes diferentes em 1937, por H. Miller e J. W. Strange da EMI, e por H. Iams e A. Rose da RCA. Ambas as equipes conseguiram transmitir imagens "muito fracas" com a placa original revestida de selênio Campbell-Swinton. Embora outros tivessem experimentado usar um tubo de raios catódicos como receptor, o conceito de usá-lo como transmissor era novo.
Em 1926, o engenheiro húngaro Kálmán Tihanyi projetou um sistema de televisão usando varredura totalmente eletrônica e elementos de exibição e empregando o princípio de "armazenamento de carga" dentro do tubo de varredura (ou "câmera"). O problema da baixa sensibilidade à luz, resultando em baixa produção elétrica dos tubos de transmissão ou "câmera", seria resolvido com a introdução da tecnologia de armazenamento de carga por Kálmán Tihanyi a partir de 1924. Sua solução foi um tubo de câmera que acumulava e armazenava cargas elétricas ("fotoelétrons") dentro do tubo ao longo de cada ciclo de varredura. O dispositivo foi descrito pela primeira vez em um pedido de patente que ele registrou na Hungria em março de 1926 para um sistema de televisão que chamou de "Radioskop". Após mais refinamentos incluídos em um pedido de patente de 1928, a patente de Tihanyi foi declarada nula no Reino Unido em 1930, então ele solicitou patentes nos Estados Unidos. Embora sua descoberta fosse incorporada ao design do "iconoscópio" da RCA em 1931, a patente dos EUA para o tubo transmissor de Tihanyi não seria concedida até maio de 1939. A patente do seu tubo receptor foi concedida em outubro anterior. Ambas as patentes foram adquiridas pela RCA antes de sua aprovação. O armazenamento de carga continua sendo um princípio básico no projeto de dispositivos de imagem para televisão até os dias atuais. Em 25 de dezembro de 1926, na Escola Industrial Hamamatsu, no Japão, o inventor japonês Kenjiro Takayanagi demonstrou um sistema de TV com resolução de 40 linhas que empregava um monitor CRT. Este foi o primeiro exemplo funcional de um receptor de televisão totalmente eletrônico e a equipe de Takayanagi posteriormente fez melhorias neste sistema paralelamente a outros desenvolvimentos de televisão. Takayanagi não solicitou uma patente.
Na década de 1930, Allen B. DuMont fabricou os primeiros CRTs com duração de mil horas de uso, o que foi um dos fatores que levou à ampla adoção da televisão.
Em 7 de setembro de 1927, o tubo da câmera dissecadora de imagens do inventor estadunidense Philo Farnsworth transmitiu sua primeira imagem, uma linha reta simples, em seu laboratório na 202 Green Street, em São Francisco. Em 3 de setembro de 1928, Farnsworth desenvolveu o sistema o suficiente para realizar uma demonstração para a imprensa. Esta é amplamente considerada como a primeira demonstração de televisão eletrônica. Em 1929, o sistema foi melhorado ainda mais com a eliminação de um motor-gerador, de modo que seu sistema de televisão passou a não ter peças mecânicas. Naquele ano, Farnsworth transmitiu as primeiras imagens humanas ao vivo com seu sistema, incluindo uma imagem de três polegadas e meia de sua esposa Elma ("Pem") com os olhos fechados (possivelmente devido à iluminação intensa necessária).

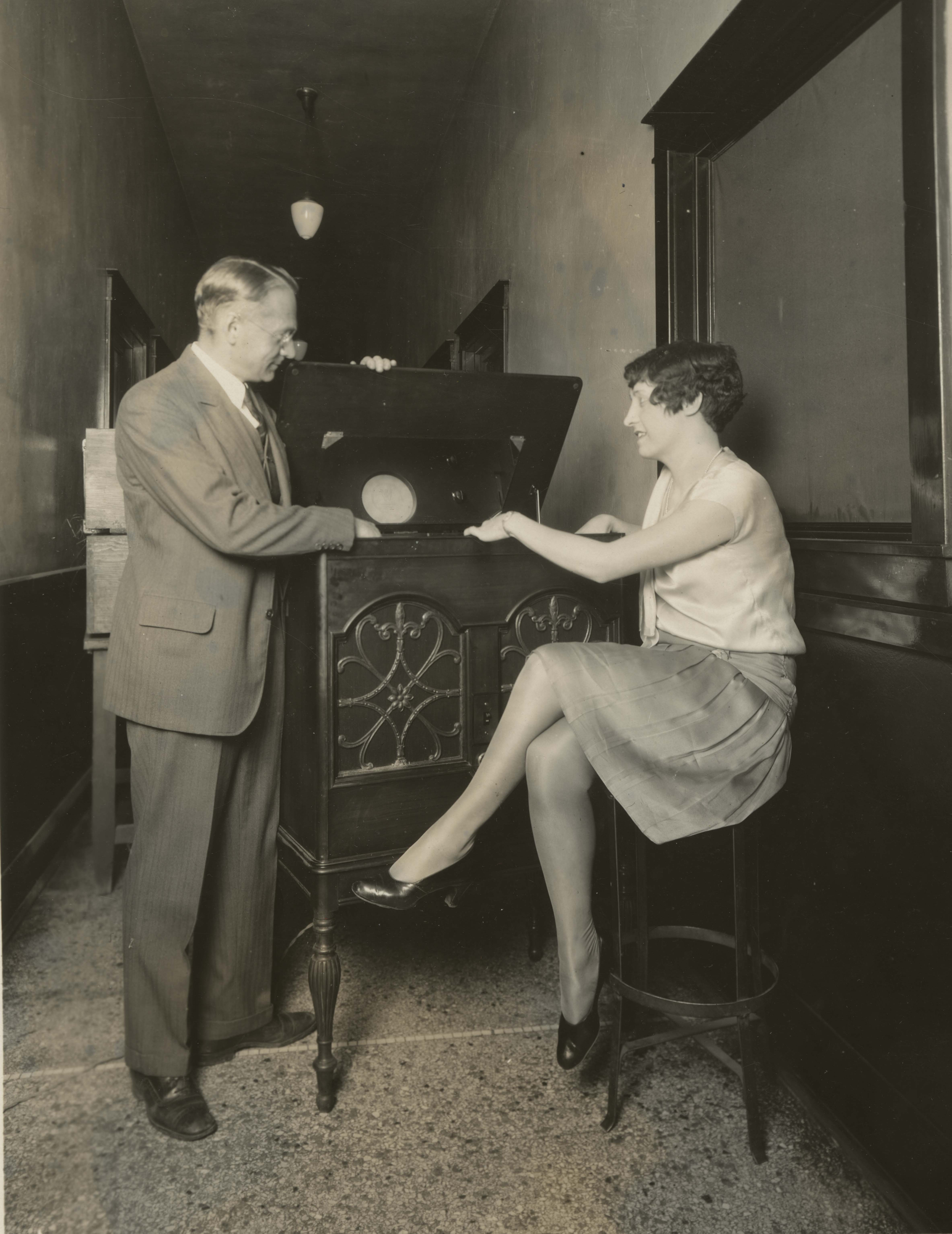
Vladimir Zworykin demonstra televisão eletrônica (1929).

Enquanto isso, Vladimir Zworykin também fazia experiências com o tubo de raios catódicos para criar e mostrar imagens. Enquanto trabalhava para a Westinghouse Electric em 1923, ele começou a desenvolver um tubo de câmera eletrônica. Mas numa demonstração de 1925, a imagem estava turva, tinha baixo contraste, pouca definição e estava estacionária. O tubo de imagem de Zworykin nunca passou do estágio de laboratório. Mas a RCA, que adquiriu a patente da Westinghouse, afirmou que a patente do dissecador de imagens de Farnsworth de 1927 foi escrita de forma tão ampla que excluiria qualquer outro dispositivo eletrônico de imagem. Assim, a RCA, com base no pedido de patente de Zworykin de 1923, entrou com um processo de interferência de patente contra Farnsworth. O examinador do Escritório de Patentes dos EUA discordou em uma decisão de 1935, estabelecendo prioridade de invenção para Farnsworth contra Zworykin. Farnsworth afirmou que o sistema de Zworykin de 1923 seria incapaz de produzir uma imagem elétrica do tipo que desafiasse sua patente. Zworykin recebeu uma patente em 1928 para uma versão de transmissão em cores de seu pedido de patente de 1923; ele também dividiu seu pedido original em 1931. Zworykin não foi capaz ou não quis apresentar evidências de um modelo funcional de seu tubo baseado em seu pedido de patente de 1923. Em setembro de 1939, após perder um recurso nos tribunais e determinada a prosseguir com a fabricação comercial de equipamentos de televisão, a RCA concordou em pagar a Farnsworth 1 milhão de dólares durante um período de dez anos, além de pagamentos de licenças, para usar suas patentes.
Em 1933, a RCA introduziu um tubo de câmera aprimorado que se baseava no princípio de armazenamento de carga de Tihanyi. Chamado de "iconoscópio" por Zworykin, o novo tubo tinha uma sensibilidade à luz de cerca de 75 mil lux. No entanto, Farnsworth superou seus problemas de energia com seu Image Dissector através da invenção de um dispositivo "multipactor" completamente único, no qual ele começou a trabalhar em 1930 e demonstrou em 1931. Este pequeno tubo poderia amplificar um sinal até a 60ª potência ou melhor e mostrou-se muito promissor em todos os campos da eletrônica. Infelizmente, um problema com o multipator era que ele se desgastava a um ritmo insatisfatório.

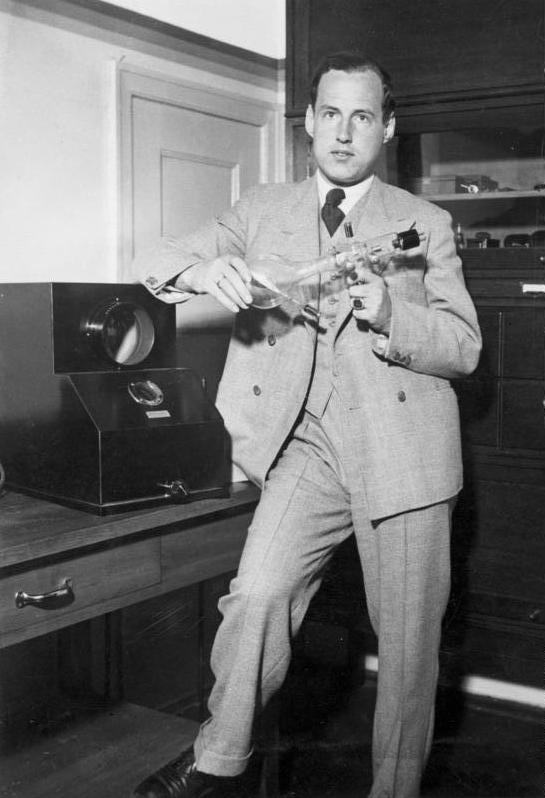
Manfred von Ardenne em 1933

No Berlin Radio Show em agosto de 1931 em Berlim, Manfred von Ardenne fez uma demonstração pública de um sistema de televisão usando um CRT tanto para transmissão quanto para recepção, a primeira transmissão de televisão totalmente eletrônica. No entanto, Ardenne não desenvolveu um tubo de câmera, usando o CRT como um scanner de ponto voador para digitalizar slides e filmes. Ardenne conseguiu sua primeira transmissão de imagens de televisão em 24 de dezembro de 1933, seguida de testes para um serviço público de televisão em 1934. O primeiro serviço de televisão digitalizado eletronicamente do mundo começou em Berlim em 1935, pelo Fernsehsender Paul Nipkow, culminando na transmissão ao vivo dos Jogos Olímpicos de Verão de 1936 de Berlim para locais públicos em toda a Alemanha.
Philo Farnsworth fez a primeira demonstração pública mundial de um sistema de televisão totalmente eletrônico, usando uma câmera ao vivo, no Instituto Franklin da Filadélfia, em 25 de agosto de 1934, e durante dez dias depois. O inventor mexicano Guillermo González Camarena também desempenhou um papel importante nos primeiros tempos da televisão. Seus experimentos com televisão (inicialmente conhecida como telectroescópia) começaram em 1931 e levaram à patente do "sistema sequencial de campo tricromático" para televisão em cores em 1940. No Reino Unido, a equipe de engenharia da EMI liderada por Isaac Shoenberg solicitou em 1932 uma patente para um novo dispositivo que chamaram de "Emitron", que formou o coração das câmeras que projetaram para a BBC. Em 2 de novembro de 1936, um serviço de transmissão de 405 linhas empregando o Emitron começou nos estúdios do Alexandra Palace e foi transmitido a partir de um mastro especialmente construído no topo de uma das torres do edifício vitoriano. Ele alternou por um curto período com o sistema mecânico de Baird em estúdios adjacentes, mas era mais confiável e visivelmente superior. Este foi o primeiro serviço regular de televisão de "alta definição" do mundo.
O iconoscópio original dos Estados Unidos era barulhento, tinha uma alta taxa de interferência em relação ao sinal e, em última análise, deu resultados decepcionantes, especialmente quando comparado com os sistemas de digitalização mecânica de alta definição que estavam então disponíveis. A equipe da EMI, sob a supervisão de Isaac Shoenberg, analisou como o iconoscópio (ou Emitron) produz um sinal eletrônico e concluiu que a sua eficiência real era apenas cerca de 5% do máximo teórico. Eles resolveram esse problema desenvolvendo e patenteando em 1934, dois novos tubos de câmera apelidados de super-Emitron e CPS Emitron. O super-Emitron era entre dez e quinze vezes mais sensível que os tubos Emitron e iconoscópio originais e, em alguns casos, essa proporção era consideravelmente maior. Foi usado para transmissão externa pela BBC, pela primeira vez, no Dia do Armistício de 1937, quando o público em geral pôde assistir em um aparelho de televisão enquanto o Rei depositava uma coroa de flores no Cenotáfio.

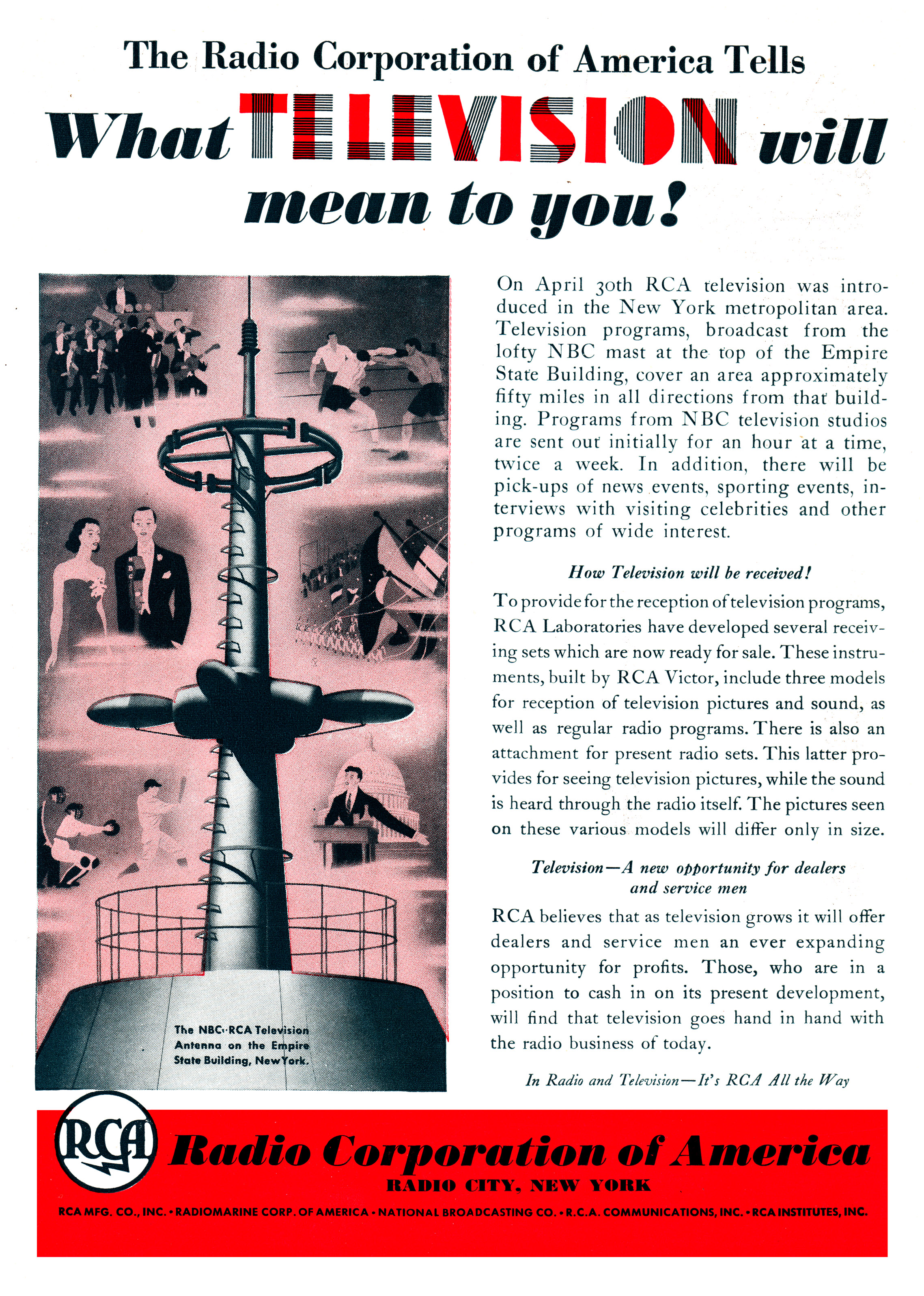
Anúncio para o início da transmissão experimental de televisão na cidade de Nova York pela RCA em 1939

Por outro lado, em 1934, Zworykin compartilhou alguns direitos de patente com a empresa licenciada alemã Telefunken. O "iconoscópio de imagem" ("Superikonoskop" na Alemanha) foi produzido como resultado da colaboração. A produção e comercialização do super-Emitron e do iconoscópio de imagem na Europa não foram afetadas pela guerra de patentes entre Zworykin e Farnsworth, porque Dieckmann e Hell tiveram prioridade na Alemanha para a invenção do dissecador de imagens, tendo apresentado uma patente pedido para seu Lichtelektrische Bildzerlegerröhre für Fernseher (tubo dissector de imagem fotoelétrico para televisão) em 1925, portanto dois anos antes de Farnsworth fazer o mesmo nos Estados Unidos. O iconoscópio de imagem (Superikonoskop) tornou-se o padrão industrial para radiodifusão pública na Europa de 1936 a 1960, quando foi substituído pelos tubos vidicon e plumbicon. Na verdade, foi o representante da tradição europeia em tubos eletrônicos competindo com a tradição estadunidense representada pela imagem orthicon. A empresa alemã Heimann produziu o Superikonoskop para os Jogos Olímpicos de Berlim de 1936, mais tarde Heimann também o produziu e comercializou de 1940 a 1955; finalmente, a empresa neerlandesa Philips produziu e comercializou o iconoscópio de imagem e o multicon de 1952 a 1958.

### Cor

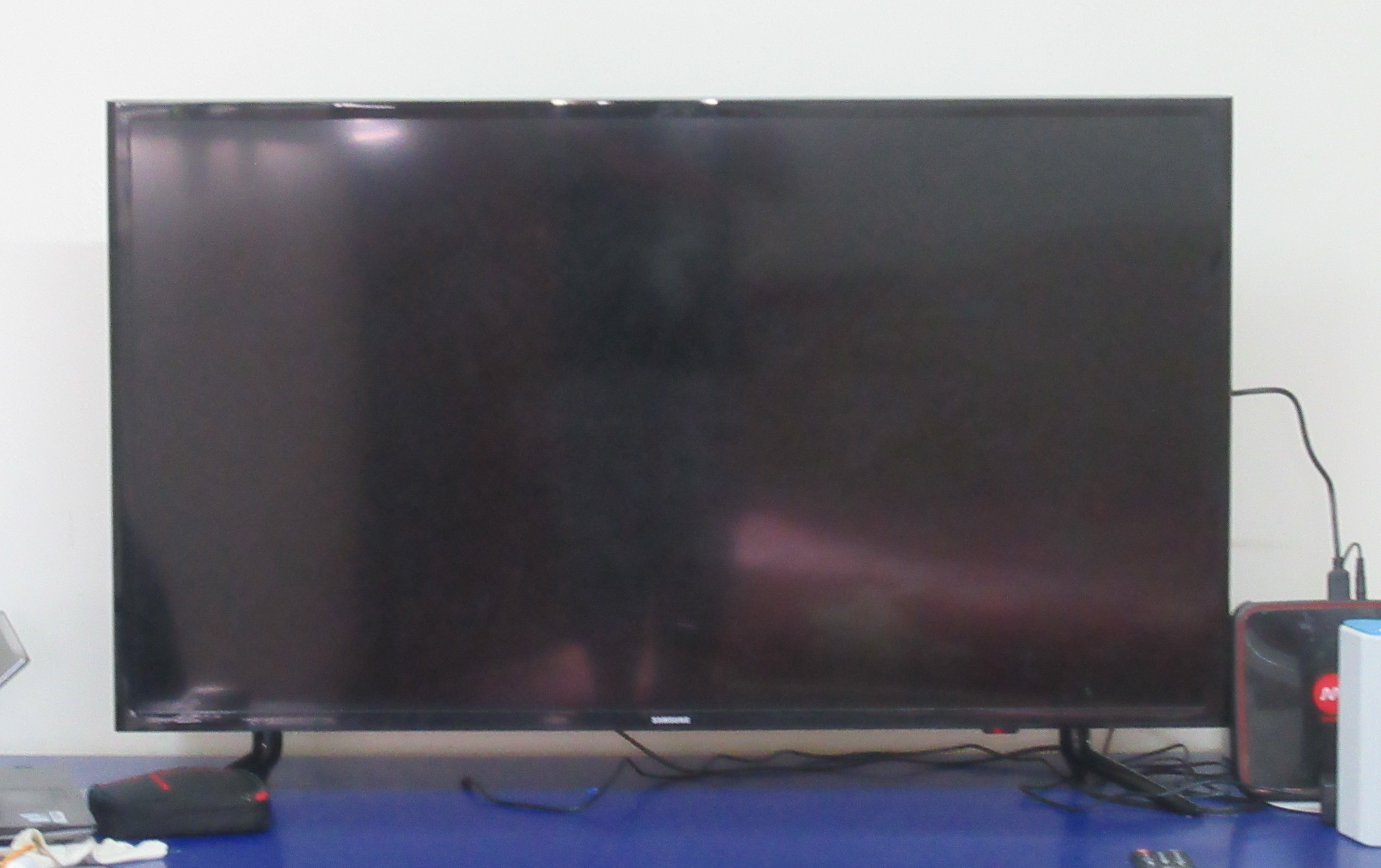
TV LED Samsung

A ideia básica de usar três imagens monocromáticas para produzir uma imagem colorida foi experimentada quase assim que os televisores em preto e branco foram construídos. Embora não tenha fornecido detalhes práticos, entre as primeiras propostas publicadas para a televisão estava uma de Maurice Le Blanc, em 1880, para um sistema de cores, incluindo as primeiras menções na literatura televisiva de varredura de linhas e quadros. O inventor polonês Jan Szczepanik patenteou um sistema de televisão em cores em 1897, usando uma célula fotoelétrica de selênio no transmissor e um eletroímã controlando um espelho oscilante e um prisma móvel no receptor. Mas o seu sistema não continha meios de analisar o espectro de cores na extremidade da transmissão e não poderia ter funcionado como ele o descreveu. Outro inventor, Hovannes Adamian, também fez experiências com televisão em cores já em 1907. O primeiro projeto de televisão em cores é reivindicado por ele e foi patenteado na Alemanha em 31 de março de 1908, patente nº 197183, depois no Reino Unido, em 1 de abril de 1908, patente nº 7219, na França (patente nº .390326) e na Rússia em 1910 (patente nº 17912).
O inventor escocês John Logie Baird demonstrou a primeira transmissão em cores do mundo em 3 de julho de 1928, usando discos de digitalização nas extremidades de transmissão e recepção com três espirais de aberturas, cada espiral com filtros de uma cor primária diferente; e três fontes de luz na extremidade receptora, com um comutador para alternar a iluminação. Baird também fez a primeira transmissão em cores do mundo em 4 de fevereiro de 1938, enviando uma imagem digitalizada mecanicamente de 120 linhas dos estúdios Crystal Palace de Baird para uma tela de projeção no Dominion Theatre de Londres.
O primeiro sistema híbrido prático foi novamente lançado por John Logie Baird. Em 1940, ele demonstrou publicamente uma televisão em cores combinando uma tela tradicional em preto e branco com um disco colorido giratório. Este dispositivo era muito "profundo", mas foi posteriormente melhorado com um espelho que dobrava o caminho da luz em um dispositivo totalmente prático, semelhante a um grande console convencional.
Em 1939, o engenheiro húngaro Peter Carl Goldmark introduziu um sistema eletromecânico enquanto estava na CBS, que continha um sensor iconoscópio. O sistema de cores sequenciais de campo CBS era parcialmente mecânico, com um disco feito de filtros vermelho, azul e verde girando dentro da câmera de televisão a 1 200 rpm e um disco semelhante girando em sincronização na frente do tubo de raios catódicos dentro do receptor. O sistema foi demonstrado pela primeira vez à Comissão Federal de Comunicações (FCC) em 29 de agosto de 1940 e à imprensa em 4 de setembro.
A CBS iniciou testes experimentais de campo colorido usando filme já em 28 de agosto de 1940 e câmeras ao vivo em 12 de novembro. A NBC (de propriedade da RCA) fez seu primeiro teste de campo de televisão em cores em 20 de fevereiro de 1941. A CBS iniciou testes diários de campo colorido em 1º de junho de 1941. Esses sistemas de cores não eram compatíveis com os aparelhos de televisão em preto e branco existentes e, como nenhum aparelho de televisão em cores estava disponível ao público naquela época, a visualização dos testes de campo colorido foi restrita aos engenheiros da RCA e CBS e à imprensa convidada. O War Production Board suspendeu a fabricação de equipamentos de televisão e rádio para uso civil de 22 de abril de 1942 a 20 de agosto de 1945, limitando qualquer oportunidade de apresentar a televisão em cores ao público em geral.
Já em 1940, Baird começou a trabalhar em um sistema totalmente eletrônico que chamou de "telechrome". Os primeiros dispositivos usavam dois canhões de elétrons apontados para cada lado de uma placa de fósforo. O fósforo foi padronizado de forma que os elétrons dos canhões caíssem apenas em um lado ou outro do padrão. Usando fósforos ciano e magenta, uma imagem razoável com cores limitadas poderia ser obtida. Ele também demonstrou o mesmo sistema usando sinais monocromáticos para produzir uma imagem 3D (chamada de "estereoscópica" na época). Uma demonstração em 16 de agosto de 1944 foi o primeiro exemplo de um sistema prático de televisão em cores. O trabalho no telechrome continuou e foram feitos planos para introduzir uma versão de três canhões em cores. No entanto, a morte prematura de Baird em 1946 encerrou o desenvolvimento do sistema.
Um dos grandes desafios técnicos da introdução da televisão aberta em cores foi o desejo de conservar a largura de banda, potencialmente três vezes maior que os padrões preto e branco existentes e não usar uma quantidade excessiva de espectro de rádio. Nos Estados Unidos, após considerável pesquisa, o Comitê Nacional de Sistemas de Televisão aprovou um sistema totalmente eletrônico desenvolvido pela RCA, que codificava as informações de cores separadamente das informações de brilho e reduzia bastante a resolução das informações de cores para conservar a largura de banda.

Barras coloridas usadas em um padrão de teste, às vezes usadas quando nenhum material de programa está disponível

Os primeiros conjuntos de cores eram modelos de console de chão ou versões de mesa quase tão volumosos e pesados, então, na prática, eles permaneciam firmemente ancorados em um só lugar. O conjunto Porta-Color relativamente compacto e leve da GE foi lançado na primavera de 1966. Ele usava um sintonizador UHF baseado em transistor. A primeira televisão em cores totalmente transistorizada nos Estados Unidos foi a televisão Quasar lançada em 1967.
Em 1972, as vendas de conjuntos coloridos finalmente ultrapassaram as vendas de conjuntos em preto e branco. A transmissão em cores na Europa não foi padronizada no formato PAL até a década de 1960, e as transmissões só começaram em 1967. A essa altura, muitos dos problemas técnicos dos primeiros conjuntos já haviam sido resolvidos e a disseminação dos conjuntos de cores na Europa foi bastante rápida. Em meados da década de 1970, as únicas estações transmitindo em preto e branco eram algumas estações UHF de grande número em pequenos mercados e um punhado de estações repetidoras de baixa potência em mercados ainda menores, como locais de férias. Em 1979, mesmo o último deles havia sido convertido para cores e, no início da década de 1980, os aparelhos em preto e branco foram empurrados para nichos de mercado, principalmente para uso de baixo consumo de energia, pequenos aparelhos portáteis ou para uso como telas de monitor de vídeo em consumidores de baixo custo. equipamento. No final da década de 1980, até mesmo essas áreas mudaram para conjuntos de cores.

### Digital
Os últimos padrões adotados pela Comissão Federal de Comunicações dos Estados unidos não exigiam um padrão único para formatos de digitalização, proporções de aspecto ou linhas de resolução. Este compromisso resultou de uma disputa entre a indústria eletrônica de consumo (a que se juntaram algumas emissoras) e a indústria informática (a que se juntaram a indústria cinematográfica e alguns grupos de interesse público) sobre qual dos dois processos de digitalização – entrelaçado ou progressivo – seria mais adequado para os dispositivos de exibição compatíveis com HDTV digital mais recentes. A varredura entrelaçada, que foi projetada especificamente para tecnologias de exibição CRT analógicas mais antigas, varre primeiro as linhas pares e depois as ímpares. Na verdade, a varredura entrelaçada pode ser considerada o primeiro modelo de compressão de vídeo, pois foi parcialmente projetada na década de 1940 para dobrar a resolução da imagem e exceder as limitações da largura de banda da transmissão televisiva. Outra razão para sua adoção foi limitar a oscilação nas primeiras telas CRT, cujas telas revestidas de fósforo só podiam reter a imagem do canhão de varredura de elétrons por um período relativamente curto. No entanto, a varredura entrelaçada não funciona tão eficientemente em dispositivos de exibição mais recentes, como os de cristal líquido (LCD), por exemplo, que são mais adequados para uma taxa de atualização progressiva mais frequente.
A varredura progressiva, o formato que a indústria de computadores adotou há muito tempo para monitores, verifica cada linha em sequência, de cima para baixo. Ela, na verdade, dobra a quantidade de dados gerados para cada tela inteira exibida em comparação à varredura entrelaçada, pintando a tela em uma passagem em 1/60 de segundo, em vez de duas passagens em 1/30 de segundo. A indústria de computadores argumentou que a varredura progressiva é superior porque não "pisca" no novo padrão de dispositivos de exibição, como a varredura entrelaçada. Argumentou também que a digitalização progressiva permite conexões mais fáceis com a Internet e é mais barata para converter para formatos entrelaçados do que vice-versa. A indústria cinematográfica também apoiou a digitalização progressiva porque oferecia um meio mais eficiente de converter a programação filmada em formatos digitais. Por seu lado, a indústria eletrônica de consumo e as emissoras argumentaram que a digitalização entrelaçada era a única tecnologia que poderia transmitir imagens da mais alta qualidade então (e atualmente) viável, ou seja, 1.080 linhas por imagem e 1.920 pixels por linha. As emissoras também favoreceram a varredura entrelaçada porque seu vasto arquivo de programação entrelaçada não é facilmente compatível com um formato progressivo. William F. Schreiber, que foi diretor do Programa de Pesquisa Avançada de Televisão do Instituto de Tecnologia de Massachusetts de 1983 até sua aposentadoria em 1990, achava que a defesa contínua de equipamentos entrelaçados originava-se de empresas de eletrônicos de consumo que tentavam recuperar os investimentos substanciais eles fizeram na tecnologia entrelaçada.

### Televisão inteligente

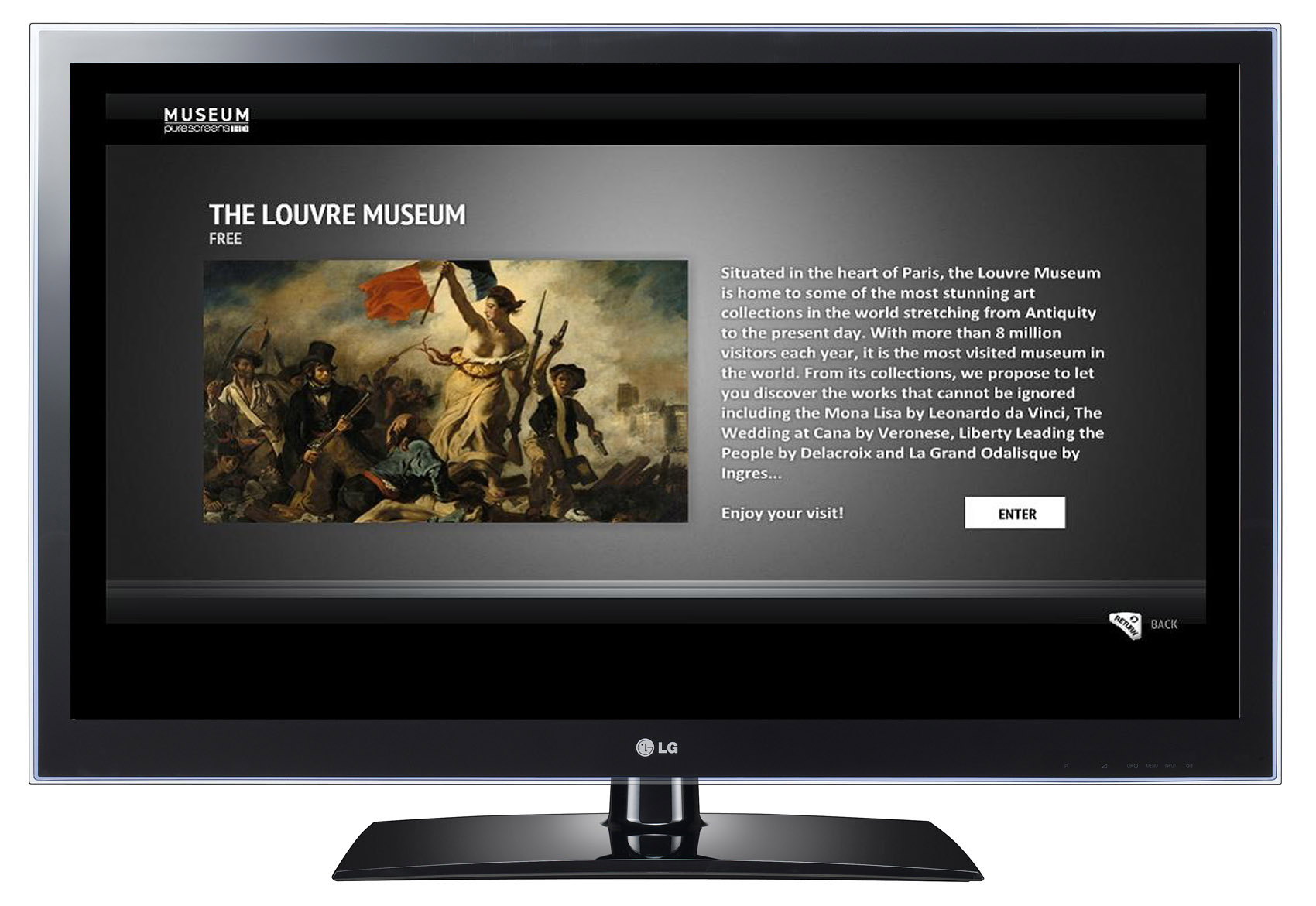
Uma TV inteligente

O advento da televisão digital permitiu inovações como aparelhos de televisão inteligentes. Uma televisão inteligente, às vezes chamada de TV conectada, TV híbrida ou Smart TV, é um aparelho de televisão ou decodificador com recursos integrados de Internet e Web 2.0 e é um exemplo de convergência tecnológica entre computadores, aparelhos de televisão e decodificadores. Além das funções tradicionais de aparelhos de televisão e decodificadores fornecidos por meio de mídia de transmissão tradicional, esses dispositivos também podem fornecer TV pela Internet, mídia interativa on-line, conteúdo over-the-top, bem como mídia de streaming sob demanda e acesso à rede doméstica. Essas TVs vêm pré-carregadas com um sistema operacional.
As TVs inteligentes não devem ser confundidas com Internet TV, Internet Protocol Television (IPTV) ou Web TV. A televisão pela Internet refere-se à recepção de conteúdo televisivo pela Internet, em vez de pelos sistemas tradicionais – terrestre, cabo e satélite (embora a própria Internet seja recebida por estes métodos). O IPTV é um dos padrões emergentes de tecnologia de televisão pela Internet para uso por redes de televisão. A televisão pela Internet (WebTV) é um termo usado para programas criados por uma ampla variedade de empresas e indivíduos para transmissão na TV pela Internet. Uma primeira patente foi depositada em 1994 (e prorrogada no ano seguinte) para um sistema de televisão "inteligente", ligado a sistemas de processamento de dados por meio de uma rede digital ou analógica. Além de estar vinculado a redes de dados, um ponto chave é a capacidade de baixar automaticamente as rotinas de software necessárias, de acordo com a demanda do usuário, e processar suas necessidades. Os principais fabricantes de TV anunciaram a produção apenas de TVs inteligentes, para TVs de médio e alto padrão em 2015. As Smart TVs ficaram mais acessíveis em comparação com quando foram introduzidas pela primeira vez, com 46 milhões de lares nos EUA tendo pelo menos uma em 2019.

### 3D
A televisão 3D transmite percepção de profundidade ao espectador, empregando técnicas como exibição estereoscópica, exibição multivisualização, 2D com mais profundidade ou qualquer outra forma de exibição 3D. A maioria dos aparelhos de televisão 3D modernos usa um sistema 3D de obturador ativo ou um sistema 3D polarizado, sendo que alguns são autoestereoscópicos sem a necessidade do uso de óculos especiais. A televisão 3D estereoscópica foi demonstrada pela primeira vez em 10 de agosto de 1928, por John Logie Baird nas instalações de sua empresa em 133 Long Acre, Londres. Baird foi o pioneiro em uma variedade de sistemas de televisão 3D usando técnicas eletromecânicas e de tubo de raios catódicos. A primeira televisão 3D foi produzida em 1935. O advento da televisão digital na década de 2000 melhorou muito esses aparelhos. Embora os aparelhos de televisão 3D sejam bastante populares para assistir mídia doméstica em 3D, como em discos blu-ray, a programação 3D falhou em grande parte em fazer incursões junto ao público. Muitos canais de televisão 3D iniciados no início dos anos 2010 foram encerrados em meados da mesma década. De acordo com DisplaySearch, as remessas de televisores 3D totalizaram 41,45 milhões de unidades em 2012, em comparação com 24,14 em 2011 e 2,26 em 2010. No final de 2013, o número de telespectadores de TV 3D começou a diminuir.

## Sistemas de transmissão

### Televisão terrestre

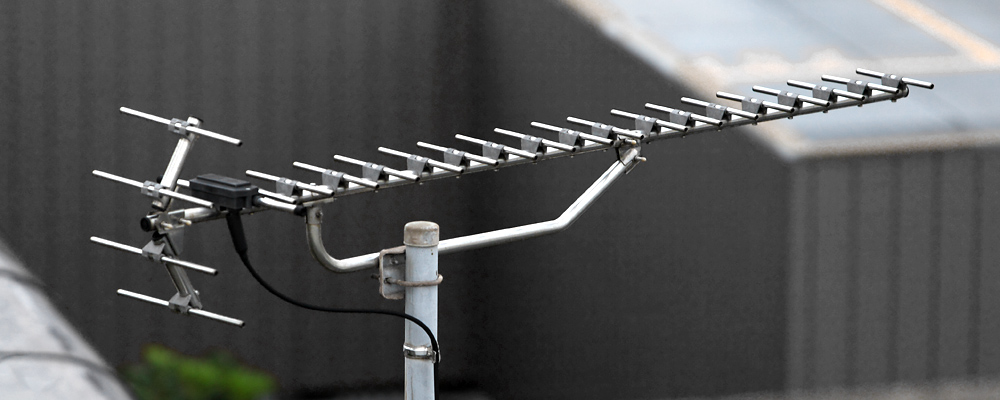
Uma moderna antena de televisão UHF Yagi de alto ganho. Possui 17 diretores e um refletor (feito de 4 hastes) em formato de refletor de canto.

A programação é transmitida por estações de televisão, por vezes chamadas de "canais", uma vez que as estações são licenciadas pelos seus governos para transmitir apenas através de canais atribuídos na banda de televisão. A WRGB afirma ser a estação de televisão mais antiga do mundo, cujas raízes remontam a uma estação experimental fundada em 13 de janeiro de 1928, transmitindo da fábrica da General Electric em Schenectady, NY, sob os indicativos W2XB. Era popularmente conhecida como "WGY Television" em homenagem a sua estação de rádio irmã. Mais tarde, em 1928, a General Electric iniciou uma segunda instalação, esta na cidade de Nova York, que tinha os indicativos W2XBS e que hoje é conhecida como WNBC. As duas estações eram de caráter experimental e não tinham programação regular, pois os receptores eram operados por engenheiros da empresa. A imagem de um boneco de Felix, o Gato, girando em uma plataforma giratória foi transmitida durante 2 horas todos os dias durante vários anos, enquanto uma nova tecnologia era testada pelos engenheiros. Em 2 de novembro de 1936, a BBC começou a transmitir o primeiro serviço público regular de alta definição do mundo, a partir do Alexandra Palace, no norte de Londres.
Com a adoção generalizada do cabo nos Estados Unidos nas décadas de 1970 e 1980, as transmissões de televisão terrestre têm diminuído; em 2013, estimou-se que cerca de 7% dos domicílios nos EUA usavam antena.

### Televisão a cabo

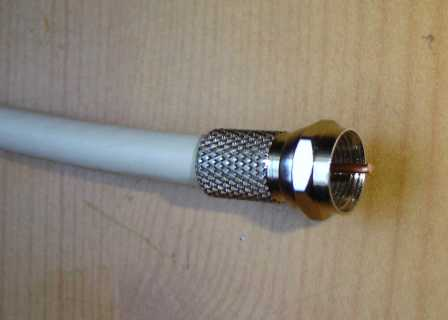
O cabo coaxial é usado para transportar sinais de televisão a cabo para aparelhos de televisão de tubo de raios catódicos e de tela plana.

A televisão a cabo é um sistema de transmissão de programação de televisão para assinantes pagantes por meio de sinais de radiofrequência (RF) transmitidos por cabos coaxiais ou pulsos de luz por meio de cabos de fibra óptica. Isto contrasta com a televisão terrestre tradicional, em que o sinal de televisão é transmitido pelo ar por ondas de rádio e recebido por uma antena de televisão ligada à televisão. Na década de 2000, a programação de rádio FM, Internet de alta velocidade, serviço telefônico e serviços similares não televisivos também podem ser fornecidos através desses cabos. A abreviatura CATV às vezes é usada para televisão a cabo nos Estados Unidos. Originalmente significava Community Access Television ou Community Antenna Television, desde as origens da televisão a cabo em 1948: em áreas onde a recepção pelo ar era limitada pela distância dos transmissores ou terreno montanhoso, grandes "antenas comunitárias" foram construídas e o cabo foi executado deles para casas individuais.

### Televisão por satélite

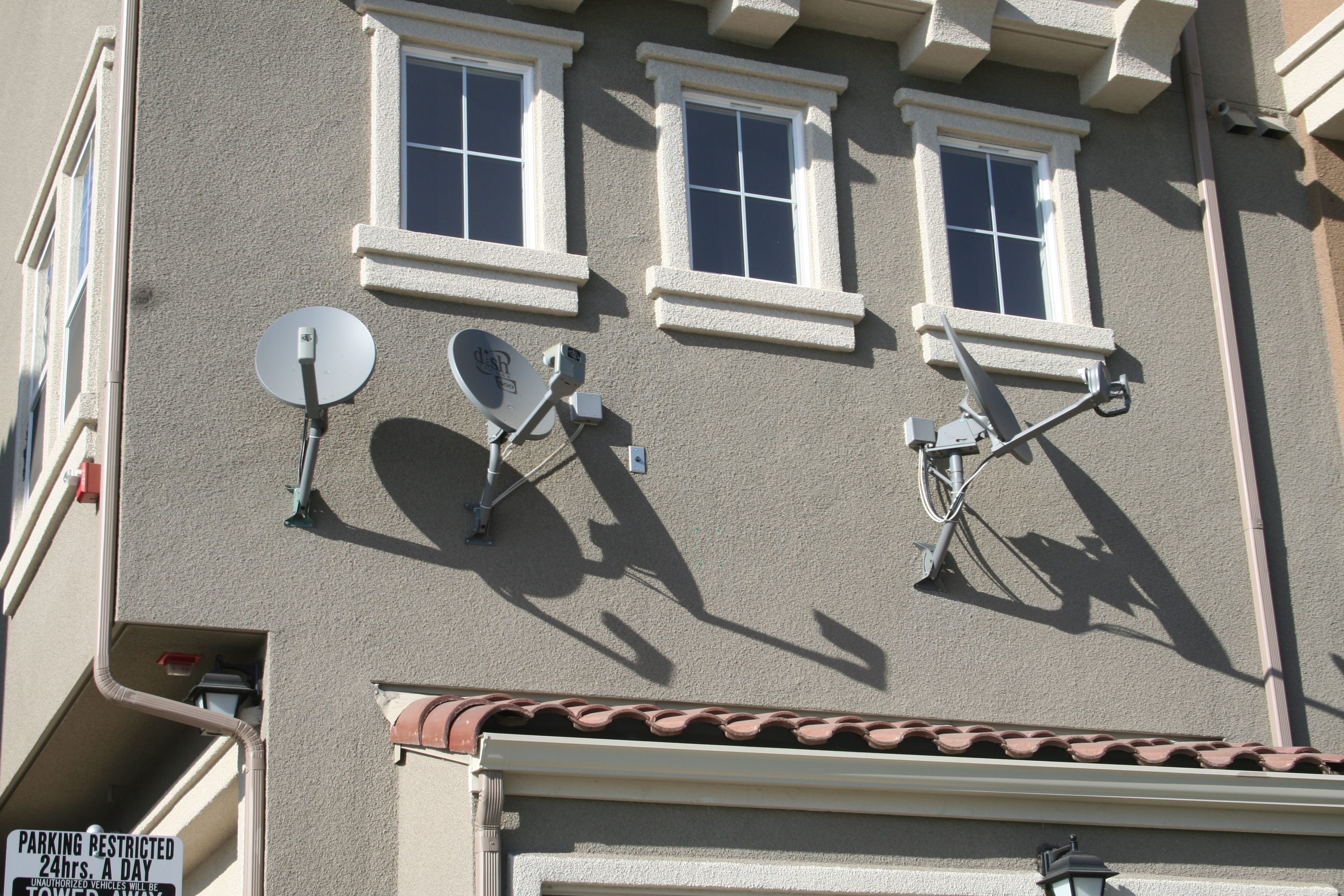
Antenas parabólicas DBS instaladas em um complexo de apartamentos

A televisão por satélite é um sistema de fornecimento de programação televisiva utilizando sinais de transmissão retransmitidos de satélites de comunicação. Os sinais são recebidos por meio de uma antena refletora parabólica externa, geralmente chamada de antena parabólica, e um conversor descendente de bloco de baixo ruído (LNB). O método mais comum de recepção é a televisão por satélite com transmissão direta (DBSTV), também conhecida como "direto para casa" (DTH). Nos sistemas DBSTV, os sinais são retransmitidos de um satélite de transmissão direta no comprimento de onda Ku e são completamente digitais. Os sistemas de TV via satélite anteriormente usavam sistemas conhecidos como somente recepção de televisão. Esses sistemas recebiam sinais analógicos transmitidos no espectro da banda C de satélites do tipo FSS e exigiam o uso de grandes antenas parabólicas. Consequentemente, esses sistemas foram apelidados de sistemas de "prato grande" e eram mais caros e menos populares.
Os sinais de televisão por satélite de transmissão direta eram sinais analógicos anteriores e sinais digitais posteriores, sendo que ambos requerem um receptor compatível. Os sinais digitais podem incluir televisão de alta definição (HDTV). Algumas transmissões e canais são abertos ou gratuitos, enquanto muitos outros canais são de televisão paga, exigindo assinatura. Em 1945, o escritor britânico de ficção científica Arthur C. Clarke propôs um sistema de comunicações mundial que funcionaria por meio de três satélites igualmente espaçados na órbita terrestre. Este foi publicado na edição de outubro de 1945 da revista Wireless World e lhe rendeu a Medalha Stuart Ballantine do Franklin Institute em 1963.
Os primeiros sinais de televisão por satélite da Europa para a América do Norte foram retransmitidos através do satélite Telstar sobre o Oceano Atlântico em 23 de julho de 1962. Os sinais foram recebidos e transmitidos em países norte-americanos e europeus e assistidos por mais de 100 milhões de pessoas. Lançado em 1962, o satélite Relay 1 foi o primeiro satélite a transmitir sinais de televisão dos EUA para o Japão. O primeiro satélite de comunicação geossíncrona, Syncom 2, foi lançado em 26 de julho de 1963.
O primeiro satélite de comunicações comerciais do mundo, chamado Intelsat I e apelidado de "Early Bird", foi lançado em órbita geossíncrona em 6 de abril de 1965. A primeira rede nacional de satélites de televisão, chamada Órbita, foi criada pela União Soviética em outubro de 1967 e baseava-se no princípio de utilização do satélite Molniya, altamente elíptico, para retransmissão e entrega de sinais de televisão para estações terrestres de downlink. O primeiro satélite comercial norte-americano a transmitir transmissões de televisão foi o geoestacionário Anik 1 do Canadá, lançado em 9 de novembro de 1972. ATS-6, o primeiro satélite educacional experimental e de transmissão direta (DBS) do mundo, foi lançado em 30 de maio de 1974  Transmitiu em 860 MHz usando modulação FM de banda larga e tinha dois canais de som. As transmissões concentraram-se no subcontinente indiano, mas os experimentadores conseguiram receber o sinal na Europa Ocidental usando equipamento construído em casa, baseado em técnicas de design de televisão UHF já em uso.
O primeiro de uma série de satélites geoestacionários soviéticos para transmitir televisão direct-to-home, Ekran 1, foi lançado em 26 de outubro de 1976. Ele usou uma frequência de downlink de 714 MHz para que as transmissões pudessem ser recebidas com a tecnologia de televisão UHF existente, em vez da tecnologia de microondas.

### Televisão pela Internet
Televisão pela Internet (Internet TV ou televisão online) é a distribuição digital de conteúdo televisivo através da Internet, em oposição aos sistemas tradicionais como terrestre, cabo e satélite, embora a própria Internet seja recebida por métodos terrestres, por cabo ou satélite. Os provedores tradicionais de televisão a cabo e satélite começaram a oferecer serviços como o Sling TV, de propriedade da Dish Network, que foi lançado em janeiro de 2015. A DirecTV, outro provedor de televisão por satélite lançou seu próprio serviço de streaming, DirecTV Stream, em 2016. A Sky lançou um serviço de streaming semelhante no Reino Unido chamado Now. Em 2013, o site de vídeo sob demanda Netflix ganhou as primeiras indicações ao Primetime Emmy Award de streaming de televisão original no 65º Primetime Emmy Awards. Três de suas séries, House of Cards, Arrested Development e Hemlock Grove, receberam indicações naquele ano. Em 13 de julho de 2015, a empresa de TV a cabo Comcast anunciou um pacote HBO mais transmissão de TV com desconto no preço da banda larga básica mais cabo básico.
Em 2017, o YouTube lançou o YouTube TV, um serviço de streaming que permite aos usuários assistir a programas de televisão ao vivo de canais populares a cabo ou de rede e gravar programas para transmitir em qualquer lugar, a qualquer hora. Em 2017, 28% dos adultos nos EUA citam os serviços de streaming como seu principal meio de assistir televisão, e 61% das pessoas com idades entre 18 e 29 anos os citam como seu principal método.  Em 2018, a Netflix era a maior rede de streaming de TV do mundo e também a maior empresa de mídia e entretenimento na Internet do mundo, com 117 milhões de assinantes pagos, em receita e valor de mercado. Em 2020, a pandemia da COVID-19 teve um forte impacto no negócio de streaming de televisão com mudanças no estilo de vida, como ficar em casa.

## Televisores
Um aparelho de televisão, também chamado de televisão, aparelho de TV ou simplesmente TV, é um dispositivo que combina um sintonizador, um display, um amplificador e alto-falantes com a finalidade de ver televisão e ouvir seus componentes de áudio. Introduzidos no final da década de 1920 em forma mecânica, os televisores tornaram-se um produto de consumo popular após a Segunda Guerra Mundial em formato eletrônico, utilizando tubos de raios catódicos. A adição de cores à transmissão de televisão depois de 1953 aumentou ainda mais a popularidade dos aparelhos de televisão e uma antena externa tornou-se uma característica comum nas residências. O onipresente aparelho de televisão tornou-se o dispositivo de exibição de mídia gravada na década de 1970, como Betamax e VHS, que permitia aos espectadores gravar programas de TV e assistir a filmes pré-gravados. Nas décadas seguintes, os aparelhos de televisão foram usados para assistir DVDs e discos Blu-ray de filmes e outros conteúdos. Os principais fabricantes de TV anunciaram a descontinuação de CRT, DLP, plasma e LCDs com retroiluminação fluorescente em meados da década de 2010. As televisões desde 2010 usam principalmente LEDs. Espera-se que os LEDs sejam gradualmente substituídos por OLEDs num futuro próximo.

## Impacto

### Mercado e financiamento
| 1000+    | 100–200   |
| 500–1000 | 50–100    |
| 300–500  | 0–50      |
| 200–300  | Sem dados |

Aparelhos de televisão por 1000 pessoas no mundo

Em todo o mundo, a televisão aberta é financiada pelo governo, publicidade, licenciamento (uma forma de imposto), assinatura ou qualquer combinação destes. Para proteger as receitas, os canais de televisão por assinatura são normalmente encriptados para garantir que apenas os assinantes recebem os códigos de desencriptação para ver o sinal. Canais não criptografados são conhecidos como free to air ou FTA. Em 2009, o mercado global de TV representou 1.217,2 milhões de domicílios com TV com pelo menos uma TV e receita total de 268,9 bilhões de euros (diminuição de 1,2% em relação a 2008). A América do Norte teve a maior participação no mercado de receitas de TV, com 39%, seguida pela Europa (31%), Ásia-Pacífico (21%), América Latina (8%) e África e Oriente Médio (2%). Globalmente, as diferentes fontes de receitas televisivas dividem-se em 45-50% de receitas de publicidade televisiva, 40-45% de taxas de assinatura e 10% de financiamento público.

### Publicidade

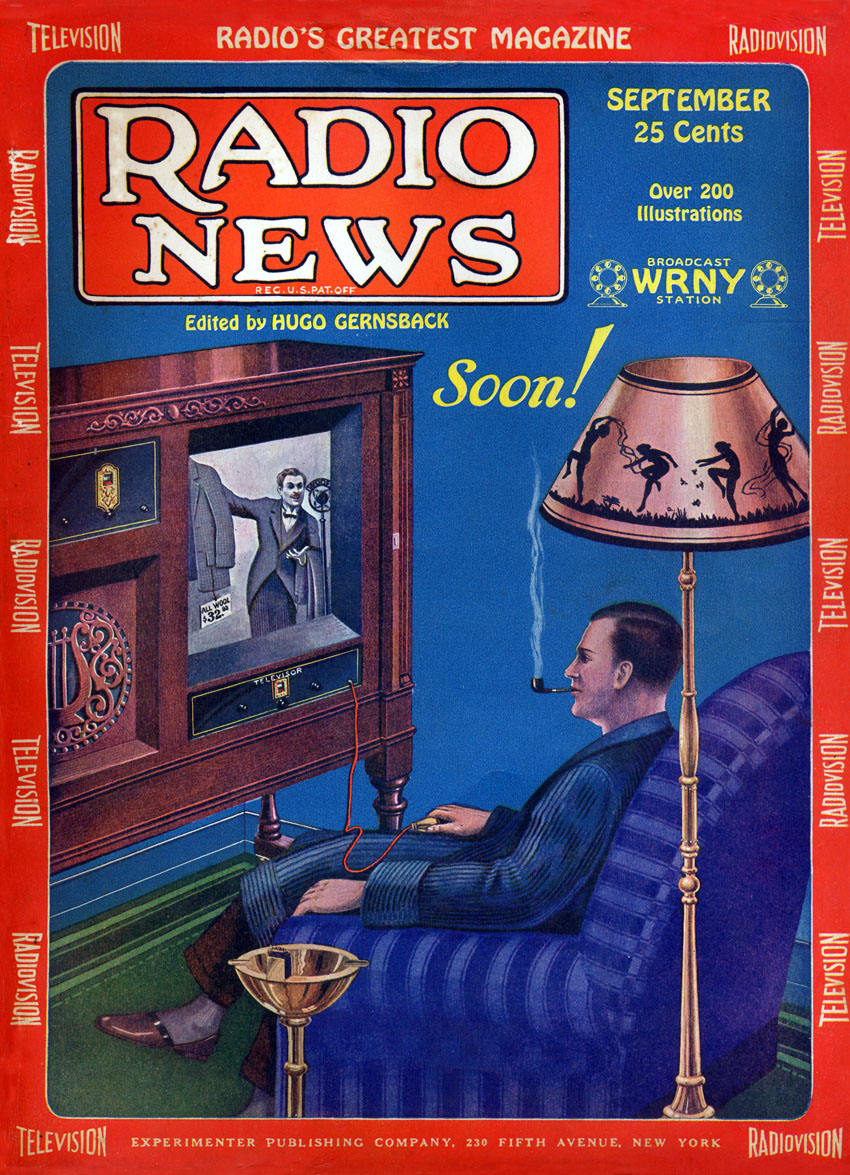
A televisão ainda estava em fase experimental em 1928, mas o potencial do meio para vender produtos já estava previsto.

Os efeitos da publicidade televisiva sobre o público telespectador (e os efeitos dos meios de comunicação de massa em geral) têm sido objecto de discurso por filósofos como Marshall McLuhan. A audiência da programação televisiva é frequentemente usada como uma métrica para a colocação de anúncios televisivos e, consequentemente, para as tarifas cobradas dos anunciantes para veiculação em uma determinada rede, programa de televisão ou horário do dia. (chamado de "período do dia"). Em muitos países, incluindo os Estados Unidos, os anúncios de campanhas televisivas são considerados indispensáveis para uma campanha política. Em outros países, como a França, a publicidade política na televisão é fortemente restringida.
O primeiro anúncio oficial de televisão pago foi transmitido nos Estados Unidos em 1º de julho de 1941, pela estação WNBT de Nova York (atual WNBC) antes de um jogo de beisebol entre o Brooklyn Dodgers e o Philadelphia Phillies. O anúncio dos relógios Bulova, pelos quais a empresa pagou entre 4 e 9 dólares (os relatórios variam), exibia um padrão de teste WNBT modificado para se parecer com um relógio com os ponteiros mostrando as horas. O logotipo da Bulova, com a frase "Bulova Watch Time", foi mostrado no quadrante inferior direito do padrão de teste enquanto o ponteiro dos segundos girava ao redor do mostrador por um minuto.

### Aspectos sociais

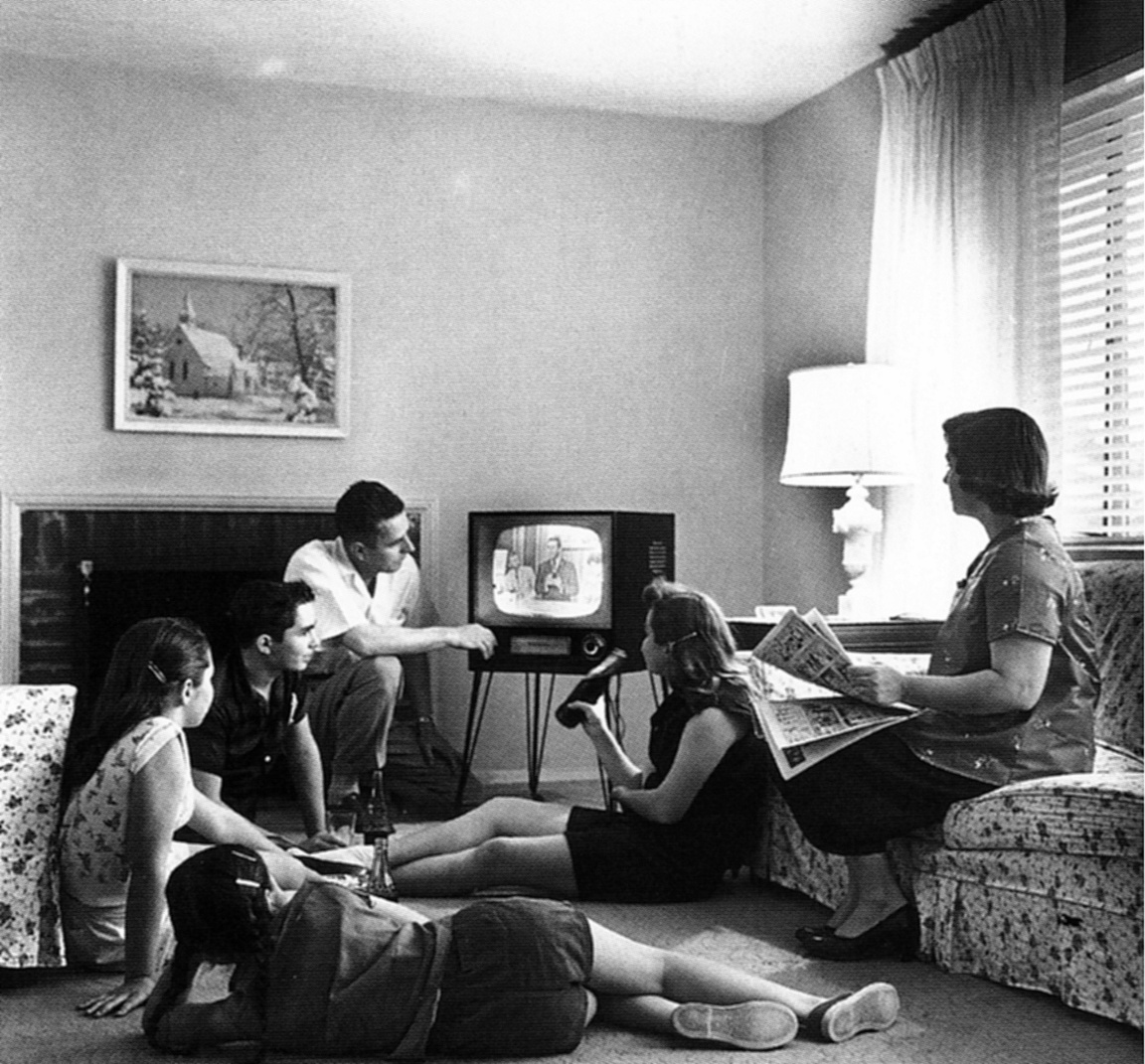
Família americana assistindo televisão, c. 1958

A televisão desempenhou um papel fundamental na socialização dos séculos XX e XXI. Há muitos aspectos da televisão que podem ser abordados, incluindo questões negativas como a violência nos meios de comunicação social. As pesquisas atuais estão a descobrir que os indivíduos que sofrem de isolamento social podem recorrer à televisão para criar o que é denominado uma relação parasocial ou falsa com personagens dos seus programas de televisão e filmes favoritos, como forma de desviar sentimentos de solidão e privação social. Vários estudos descobriram que a televisão educativa tem muitas vantagens. O artigo "As coisas boas sobre a televisão" argumenta que a televisão pode ser uma ferramenta de aprendizagem muito poderosa e eficaz para as crianças, se usada com sabedoria. No que diz respeito à fé, muitas denominações cristãs utilizam a televisão para transmissões religiosas.

### Oposição religiosa
Denominações metodistas no movimento conservador de santidade, como a Conexão Metodista Wesleyana Allegheny e a Igreja Evangélica Wesleyana, evitam o uso da televisão. Alguns batistas, como aqueles afiliados ao Pensacola Christian College, também evitam a televisão. Muitas congregações católicas tradicionais, como a Sociedade de São Pio X (SSPX), como acontece com os luteranos laestadianos e os anabatistas conservadores, como a Igreja dos Irmãos Dunkard, opõem-se à presença da televisão no lar, ensinando que é uma ocasião de pecado.

### Impactos negativos
As crianças, especialmente aquelas com 5 anos ou menos, correm o risco de sofrer lesões devido à queda de televisores. Uma televisão tipo CRT que caia sobre uma criança irá, devido ao seu peso, atingir a força equivalente à queda de vários andares de um prédio. As televisões de tela plana mais recentes são "pesadas na parte superior e têm bases estreitas", o que significa que uma criança pequena pode facilmente encostá-las. Segundo dados de 2015, quedas de TV foram responsáveis por mais de 10 mil lesões por ano em crianças nos Estados Unidos, a um custo de mais de 8 milhões de dólares anualmente por ano (equivalente a 10,2 milhões de dólares por ano em valores de 2023) em assistênica médica de emergência.
Um estudo de 2017 publicado no The Journal of Human Resources descobriu que a exposição à televisão a cabo reduziu a capacidade cognitiva e as taxas de conclusão do ensino médio dos meninos. Este efeito foi mais forte para os meninos de famílias com maior escolaridade. O artigo sugere um mecanismo em que o entretenimento leve na televisão exclui atividades mais estimulantes do ponto de vista cognitivo.
Com o alto teor de chumbo nos CRTs e a rápida difusão de novas tecnologias de tela plana, algumas das quais (LCDs) utilizam lâmpadas que contêm mercúrio, há uma preocupação crescente com o lixo eletrônico proveniente de televisores descartados. Existem também preocupações relacionadas com a saúde ocupacional para os desmontadores que removem fios de cobre e outros materiais dos CRTs. Outras preocupações ambientais relacionadas com a concepção e utilização de televisores relacionam-se com as crescentes necessidades de energia eléctrica dos dispositivos.